# Герен-Меневилль, Феликс Эдуард
Феликс Эдуард Герен-Меневилль (1799—1874) — французский зоолог и энтомолог, автор более 400 публикаций.
Трудился над улучшением шелководства путём разведения новых пород шелкопрядов. В 1846 г. избран президентом Энтомологического общества Франции.

## Труды
- «Iconographie du Règne animal de Cuvier» (7 т., Париж, 1830-44 г.);
- «Genera des insectes» (П., 1835);
- «Spécies et iconographie génerique des animaux articulés» (П., 1843);
- «Guide de l'éleveur de vers à soie» (П., 1856);

Кроме того, он издавал «Magazin de Zoologie, d’anatomie comparée et de paléontologie» (П., 1831-44, 26 т.).